# De Marne
De Marne es un antiguo municipio de la provincia de Groninga al norte de los Países Bajos. El municipio tiene una superficie de 240,33 km², de los que 72,14 km² están cubiertos por el agua y 168,21 km² emergidos. En octubre de 2014 contaba con una población de 10.168 habitantes. Se trata de una característica comunidad rural a la orilla del Lauwersmeer, un lago artificial entre Groninga y Frisia, creado en 1969 al cerrar con un dique la bahía que formaba la desembocadura del río Lauwers. 

## Estructura
El municipio se creó con la reorganización municipal de 1990 por la fusión de cuatro antiguos municipios: Leens, Eenrum, Ulrum y Kloosterburen. Comprende treinta y cuatro núcleos de población, en su mayor parte aldeas de pequeño tamaño: Bokum, Broek, Douwen, Eenrum, Ewer, Grijssloot, Groot Maarslag, Hornhuizen, Houwerzijl, Kaakhorn, Kleine Huisjes, Klein Maarslag, Kloosterburen, Kruisweg, Lauwersoog, Leens, Mensingeweer, Molenrij, Niekerk, Oudedijk, Pieterburen, Roodehaan, Schouwen, Schouwerzijl, 't Stort, Ulrum, Vierhuizen, Vliedorp, Warfhuizen, Wehe-den Hoorn, Westernieland, Wierhuizen, Zoutkamp y Zuurdijk. Únicamente Leens, donde se encuentra la sede municipal, Eenrum y Ulrum rondan los dos mil habitantes.

## Peregrinaje
La ermita de Nuestra Señora del Huerto en Warfhuizen es un famoso santuario mariano. Se realizan procesiones desde Wehe-den Hoorn a Warfhuizen cuatro o cinco veces al año.

## Galería

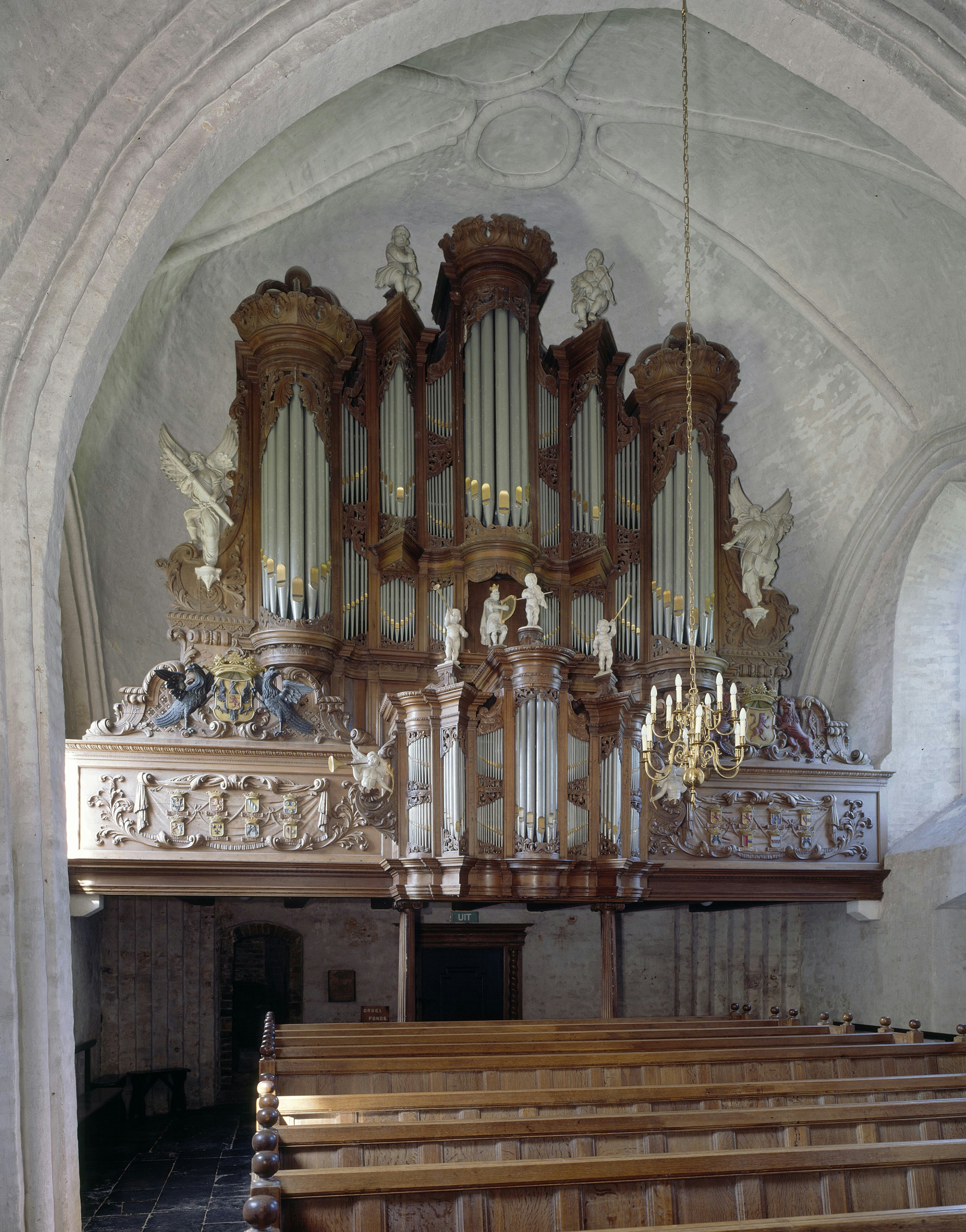
Órgano barroco de la iglesia de San Pedro de Lens, construido en 1733 por Albertus Antoni Hinsz.
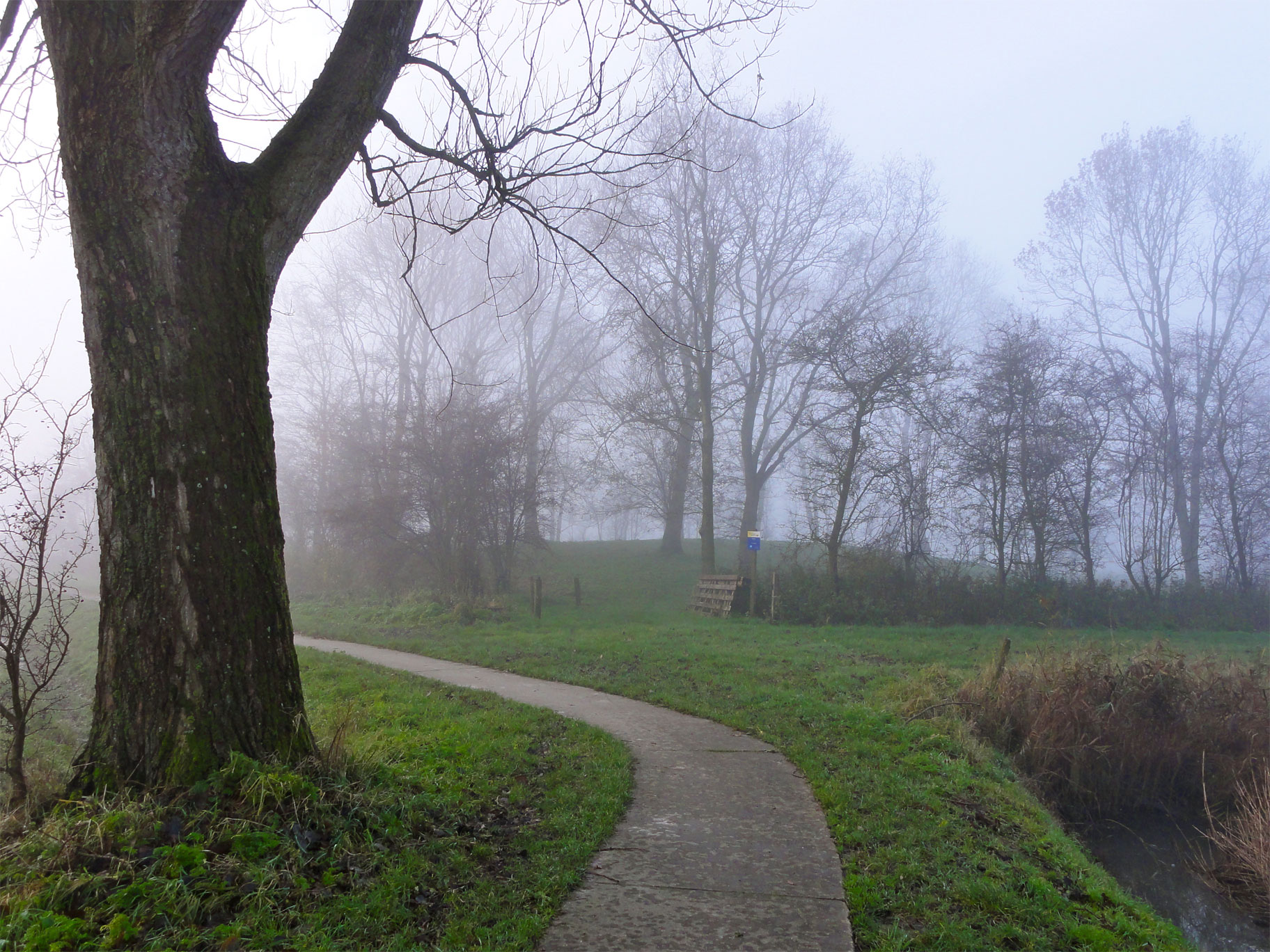
Vliedorp, despoblado.
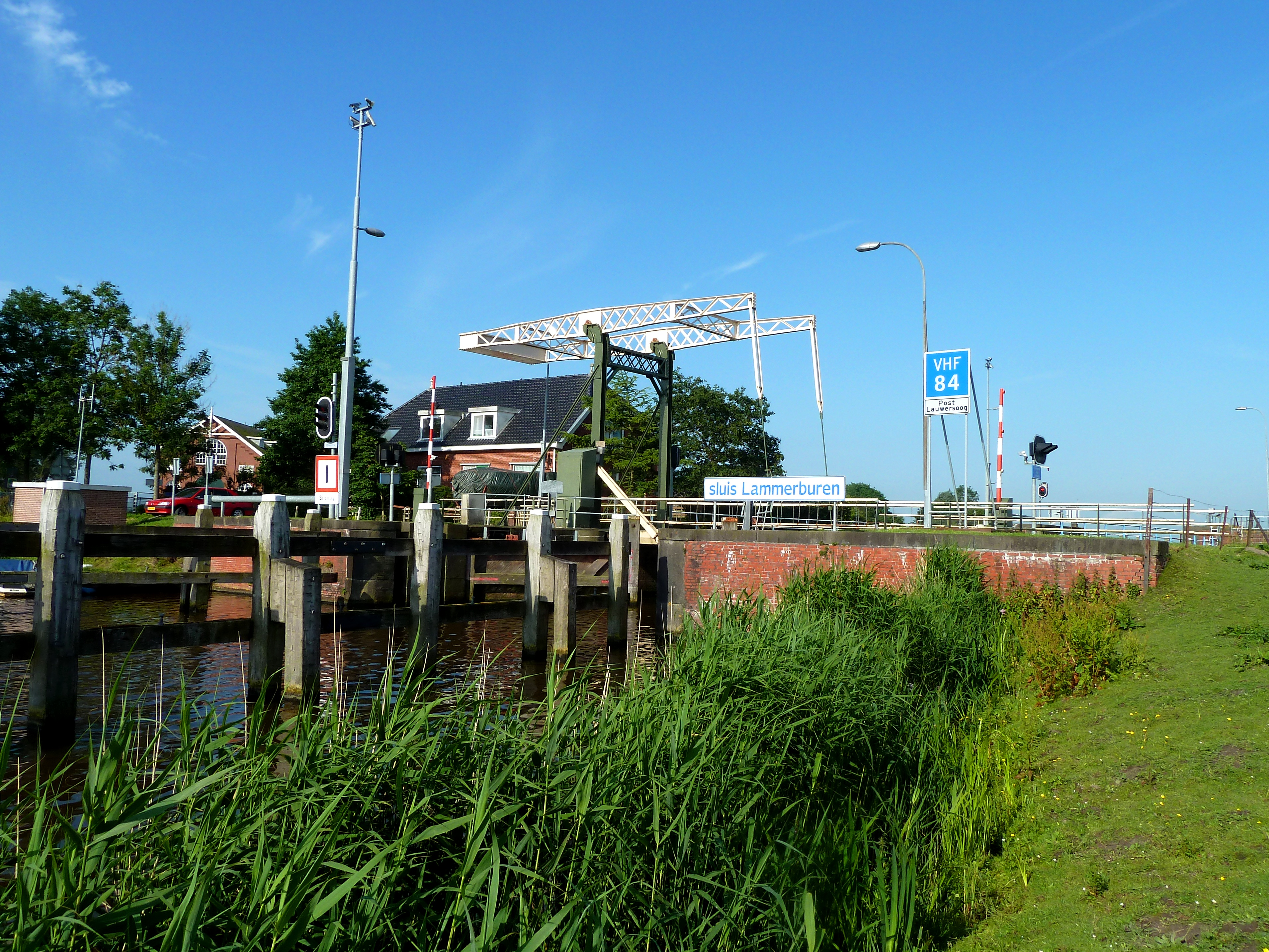
Esclusa en Zuurdijk.
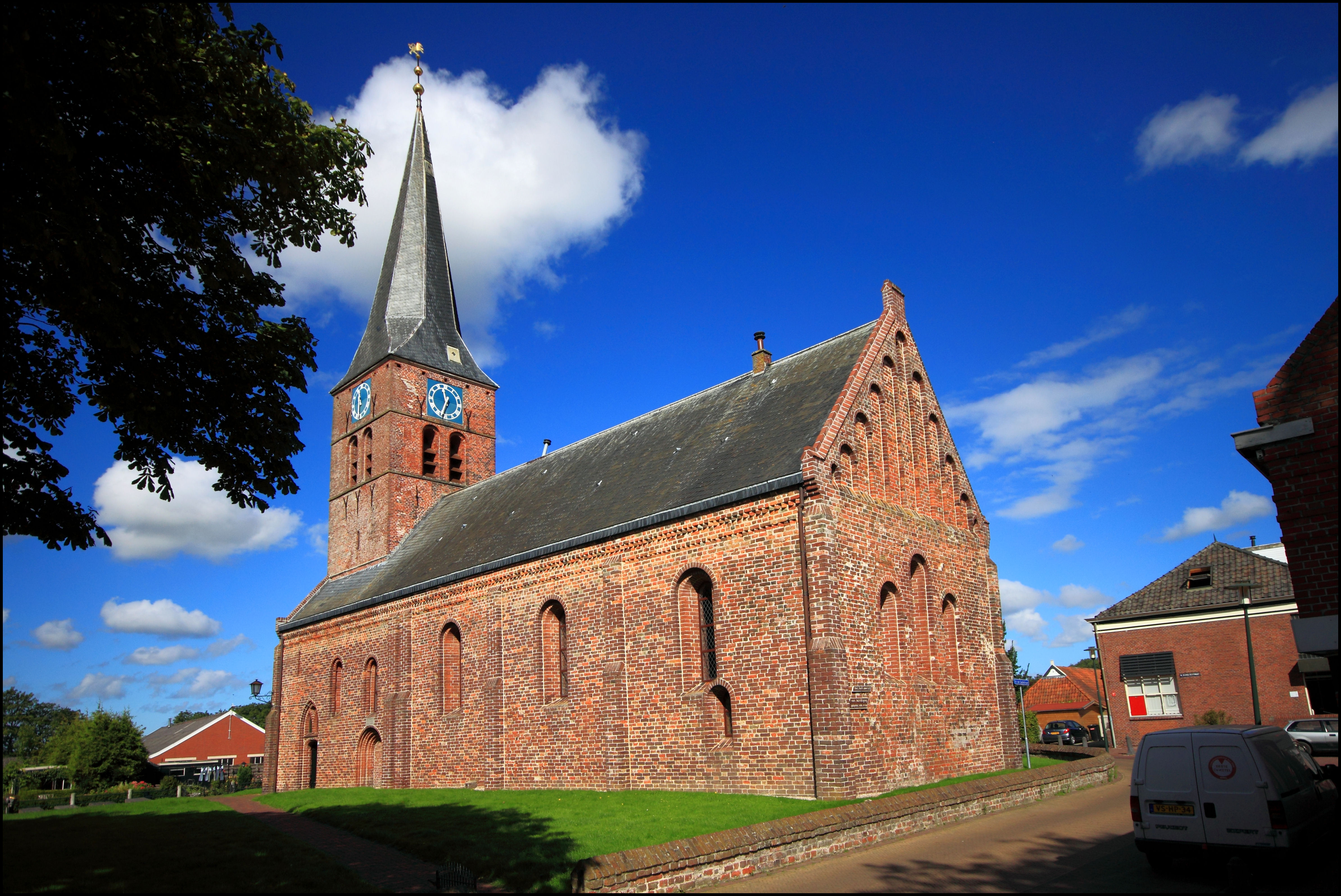
Ulrum, iglesia reformada, siglo XIII.
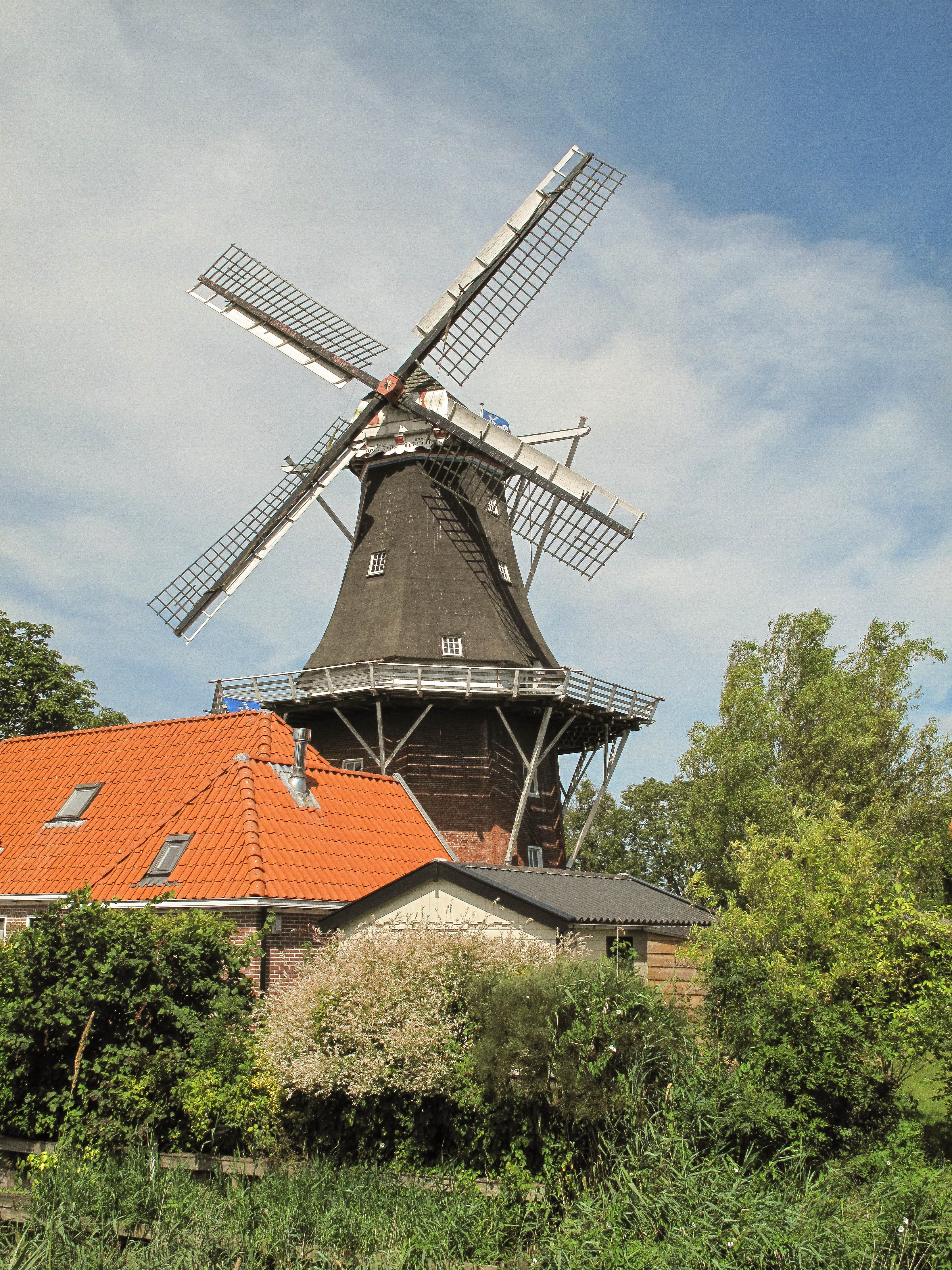
Mensingeweer, el molino: koren-en pelmolen Hollands Welvaart
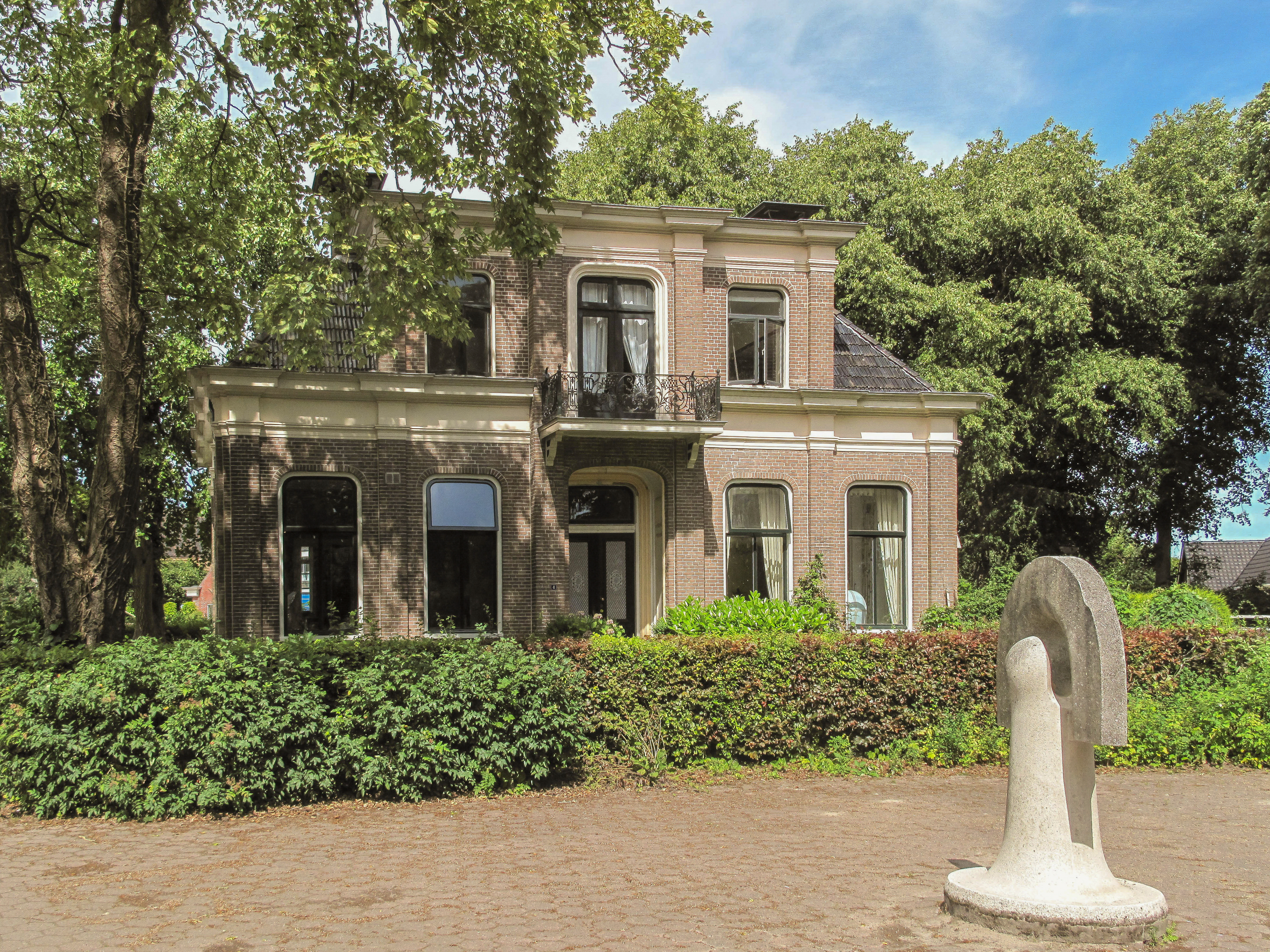
Eenrum, la casa residencial para profesor